# Пшук Іван Опанасович
Пшу́к Іва́н Опана́сович (6 жовтня 1918, с. Конатківці Шаргородського району Вінницької області — 4 травня 2003, м. Вінниця) — історик, краєзнавець, кандидат історичних наук, доцент. Учасник другої світової війни.

## Біографія
У 1945 р. закінчив історичний факультет Одеського університету. З 1947 р. викладав на історичному факультеті Вінницького педагогічного інституту. 

## Коло наукових інтересів
Досліджував революційний рух початку XX століття, події Великої Вітчизняної війни на Поділлі. Учасник регіональних історико-краєзнавчих конференцій. З історії краю опублікував близько 100 праць.

## Основні праці
Лютворт Г. А., Пшук І. П., Тельман Г. П. Вінниця: історико-краєзнавчий нарис. — Од.: Маяк, 1972 р. — 80 с.;

Вінниця: Історичний нарис. — Вінниця, 1964. — 354 с. (у співавтор.); 

Вінницька область // Історія міст і сіл УРСР. Вінницька область. — К, 1972. — С. 9 — 75 (у співавторстві з М. Л. Бабієм, М. Ф. Присяжнюком, В. О. Птущенком, Й. Г. Тельманом); 

Бар // Вказана праця. — С. 113—124 (у співавторстві з А. Р. Локаєнком); Ялтушків //Вказана праця. — С. 124—133 (у співавторстві з Е. Ю. Лєсковим, А. Р. Локаєнком); 

В пам'яті поколінь: Путівник. — Одеса: Маяк, 1984. — 70 с; 

Классовое расслоение крестьянства Подольской губернии в начале XX века // Вопросы истории СССР; 

Республиканский межведом. сборник. — К., 1979. — Вып. 24. — С. 130—135; 

Революційні події 1905—1907 рр. на Поділлі: Збірник документів. — Вінниця, 1956. — 222 с. (співупорядник, відповідальний редактор); 

Поділля в період відбудови народного господарства (1921—1925 рр.): Збірник документів і матеріалів. — Вінниця, 1957 (відповід. редактор).